# The Rubettes
The Rubettes (с 1975 года чаще как Rubettes) — британская поп-группа, собранная осенью 1973 года из 7 сессионных музыкантов Уэйном Брикертоном (главой отдела A&R Polydor) и его партнёром по продюсерско-авторскому дуэту Тони Уоддингтоном для пробных записей нескольких своих новых песен. Окончательно сформированные в начале 1974-го в секстет с 2 клавишниками (с 1975 года в штате остался только один из них) The Rubettes использовали глэм-имидж (костюмы в красно-белой цветовой гамме и стильные белые кепки) и исполняли мелодичный поп-рок с элементами рокабилли. Первый же релиз группы, «Sugar Baby Love», возглавил UK Singles Chart, продержался на вершине хит-парада 5 недель, разошёлся во всём мире более чем 3-миллионным тиражом и остаётся наивысшим коммерческим достижением группы.
The Rubettes, уже превратившиеся в квартет, распались в 1979 году, воссоединялись в 1983 (для выступлений в Германии), а в 2002 году после продолжительной паузы вновь оказались в центре внимания прессы из-за судебной тяжбы между участниками первого состава за права на название группы. В результате появились два (выступающих по сей день) состава: Rubettes feat. Alan Williams (куда, кроме Уильямса, входят также Джон Ричардсон и Кларк вместе с бывшим клавишником The Kinks Марком Хэйли) и Rubettes feat. Bill Hurd (Хёрд с приглашёнными музыкантами).

## Дискография

### Альбомы
- Wear It’s ’At (1974)
- We Can Do It (1975) — UK #41
- Rubettes (1975)
- Sign of the Times (1976)
- Baby I Know (1977)
- Some Time in Oldchurch (1978)
- Still Unwinding (1978)
- Shangri 'La (1979)
- Riding on a Rainbow (1992)
- Making Love in the Rain (1995)[3]

### Хит-синглы
- «Sugar Baby Love» (январь 1974, UK Singles Chart #1; U.S. Billboard Hot 100 #37)
- «Tonight» (июль 1974, UK #12)
- «Juke Box Jive» (ноябрь 1974, UK #3)
- «I Can Do It» (март 1975, UK #7)
- «Foe-Dee-O-Dee» (июнь 1975) — UK #15
- «Little Darling» (октябрь 1975) — UK #30
- «You’re the Reason Why» (апрель 1976) — UK #28
- «Under One Roof» (август 1976) — UK #40
- «Baby I Know» (январь 1977) — UK #10